# Дорифора сассафрас
Дорифора сассафрас (лат. Doryphora sassafras) — цветковые растения, вид рода Дорифора (Doryphora) семейства Атероспермовые (Atherospermataceae).
Представители вида произрастают в Новом Южном Уэльсе.

## Ботаническое описание
Листья супротивные, ланцетно-продолговатые, зубчатые.
Цветки обоеполые; листочков околоцветника 6, расположенных в 2 ряда. Тычинок 6, противостоящих листочкам околоцветника, с короткими крыловидными нитями и шиловидно вытянутым концом связника, пыльники вскрываются клапанами; стаминодиев 6—12; плодолистиков mhoio, свободных, с боковыми столбиками.